# Stari Ras y Sopoćani
Stari Ras y Sopoćani es el nombre de un conjunto monumental medieval de Serbia, situado en los alrededores de la ciudad de Novi Pazar, declarado Patrimonio de la Humanidad por la Unesco en 1979.
Comprende los siguientes monumentos y ruinas:
| Código | Nombre | Coordenadas                                                                           |
| ------ | --- | ------------------------------------------------------------------------------------- |
| 96-001 | Ciudad medieval de Ras (Stari Ras), una de las primeras capitales del estado medieval serbio de Raška. Incluye la fortaleza de Gradina con la ciudad baja de Trgovište | 43°7′8″N 20°25′22″E / 43.11889, 20.42278 43°8′12.9″N 20°31′19″E / 43.136917, 20.52194 |
| 96-002 | Monasterio de Sopoćani | 43°7′54″N 20°22′45″E / 43.13167, 20.37917                                             |
| 96-003 | iglesia y necrópolis de San Pedro | 43°9′56″N 20°31′34″E / 43.16556, 20.52611                                             |
| 96-004 | Monasterio de Đurđevi Stupovi | 43°10′15.2″N 20°29′55.7″E / 43.170889, 20.498806                                      |